# Christian Karl zu Erbach-Fürstenau

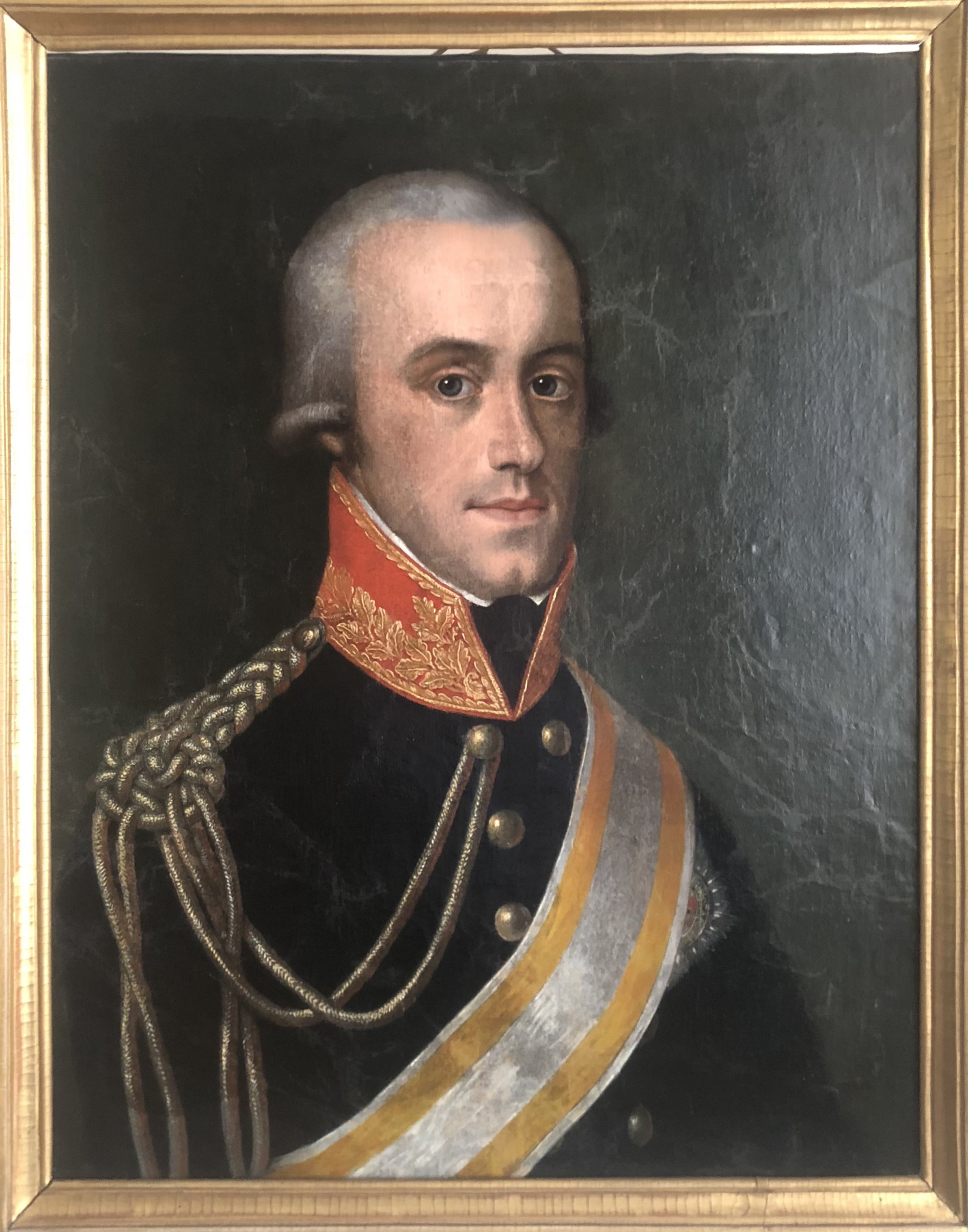
Graf Christian Karl zu Erbach-Fürstenau, entstanden nach dem 28. Mai 1797

Christian Karl August Albrecht Graf zu Erbach-Fürstenau (* 18. September 1757 in Fürstenau; † 10. Mai 1803 in Fürstenau) war regierender Graf zu Erbach-Fürstenau, Herr zu Breuberg und späterer preußischer Generalmajor.

## Leben

### Herkunft
Christian Karl August Albrecht wurde als zweites von fünf Kindern des Grafen Georg Albrecht III. zu Erbach-Fürstenau (* 14. Juni 1731, † 2. Mai 1778 in Fürstenau) und dessen Ehefrau Josepha Eberhardine Adolfe Wilhelmine, geborene Prinzessin von Schwarzburg-Sondershausen (* 2. Februar 1737; † 27. Juli 1788), Tochter von Christian von Schwarzburg-Sondershausen, geboren.

### Militärkarriere
Gerade zwölfjährig wurde Christian Karl am 10. Februar 1769 zum holländischen Leutnant im Regiment des Prinzen von Nassau-Usingen ernannt. Ab 12. März 1784 (nach dem überraschenden Tod seines älteren Bruders Friedrich August) wurde er zunächst mitregierender und am 16. Januar 1794 (nach dem Tod seines Onkels  Ludwig II. Friedrich Graf zu Erbach-Fürstenau) dann alleinregierender Graf. Am 2. September 1784 wurde er Kapitän im Regiment des Prinzen von Hessen-Darmstadt.  Er hatte wiederholt erfolgreich für die Preußische Armee geworben, daher wechselte er am 27. Januar 1795 in preußische Dienste, wurde Oberst der Kavallerie und Titularoffizier der Armee. Am 31. März 1796 erhielt er den Roten Adlerorden und wurde am 28. Mai 1797 zum Generalmajor befördert. Er starb am 10. Mai 1803 auf Schloss Fürstenau.

### Familie
Christian Karl heiratete am 25. Juli 1786 in Heilbronn Dorothea Luise Marianne von Degenfeld-Schonburg (* 12. März 1765; † 14. Dezember 1827), Tochter des Obersten August Christoph von Degenfeld-Schonburg (1730–1814). Das Paar hatte mehrere Kinder, darunter:
- Albrecht August Ludwig (1787–1851), württembergischer Generalmajor ⚭ Sophie Emilie Luise zu Hohenlohe-Neuenstein-Ingelfingen (* 20. November 1788; † 1. Oktober 1859)
- Wilhelm Ludwig Friedrich (* 22. Juni 1788; † 12. Oktober 1865), österreichischer Kämmerer
- Sophie Albertine Karoline (* 29. Januar 1790; † 18. November 1790)
- Adelheit (Adelheid) (* 23. März 1795; † 5. Dezember 1858) ⚭ 1827 Fürst Wolfgang Ernst III. zu Isenburg-Büdingen (1798–1866), Sohn von Carl von Isenburg-Birstein
- Anna Sophia (* 25. September 1796; † 14. Juni 1845) ⚭ Graf Franz Karl II. zu Erbach-Erbach (* 11. Juni 1782; † 14. April 1832), Sohn von Franz I. zu Erbach-Erbach